# いつもまじめに君のこと
『いつもまじめに君のこと』（-きみのこと）は1993年11月17日に発売されたKAN16作目のシングル。

## 概要
アルバム『弱い男の固い意志』（1993年12月10日発売）先行シングル。
テレビ東京系『徳光のTVコロンブス』エンディング・テーマ。シングル・カセットが発売された最後のシングル（アルバムでは「めずらしい人生」が最後）。

## 収録曲
全曲　作詞・作曲：KAN　編曲：小林信吾/KAN
1. いつもまじめに君のこと
2. はやくふってくれ
3. いつもまじめに君のこと（オリジナル・カラオケ）